# Maja Elverkilde
 Der er for få eller ingen kildehenvisninger i denne artikel, hvilket er et problem. Du kan hjælpe ved at angive troværdige kilder til de påstande, som fremføres i artiklen.

Maja Elverkilde er en dansk forfatter og indehaver af forlaget Pote Produktion. 

## Udgivelser
- Den slags skal gøres i dagslys, Pote Produktion (roman, 2018)
- Guld er kvalitet og godt, Pote Produktion (digte, 2017)
- Det dør man af, forlaget Republik (noveller, 2014)
- Alt det der er mit, Borgens forlag (noveller, 2008)